# Desenvolvimento do cânone do Antigo Testamento

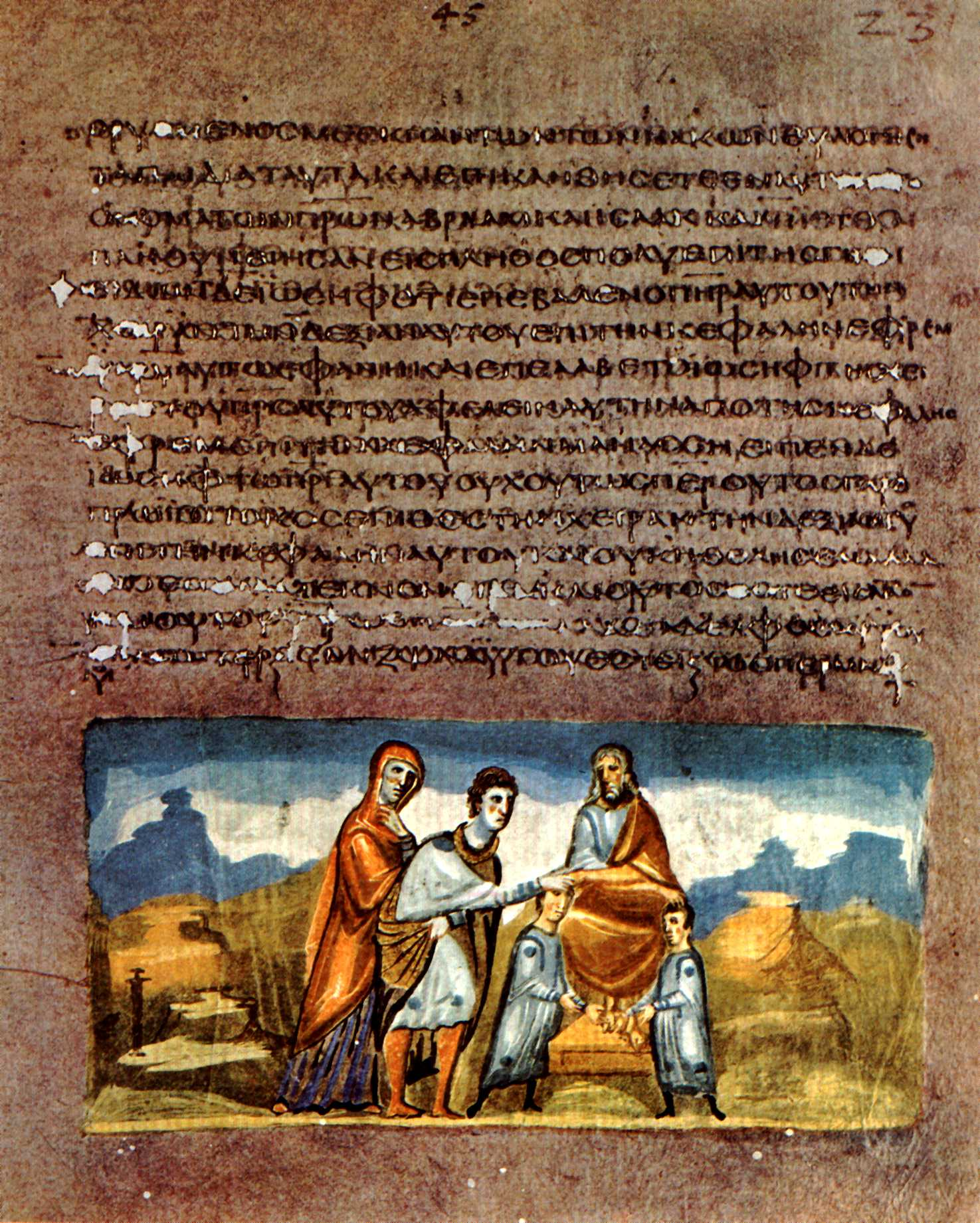
Página do Gênesis de Viena, um manuscrito da Septuaginta grega do século VI

O Antigo Testamento é a primeira das duas seções nas quais está dividida a Bíblia cristã; a segunda é o Novo Testamento. O Antigo Testamento inclui os livros da Bíblia hebraica (Tanaque), chamados de livros protocanônicos, e, em várias denominações cristãs, os livros chamados "deuterocanônicos". Católicos, protestantes e ortodoxos utilizam diferentes cânones ("conjunto de livros"), que diferem entre si em quais textos devem ser incluídos no Antigo Testamento.
Desde o Concílio de Florença (1442), no Ocidente a questão do cânon estava reaberta. Isso porque o avanço da filologia renascentista levantou vários questionamentos sobre textos da Antiguidade. Nesse debate, teólogos protestantes como Martinho Lutero e católicos cardeal Caetano e Erasmo, baseando-se no precedente judaico e em outros, não consideravam os livros deuterocanônicos do Antigo Testamento como pertencentes ao cânone. Na tradução da Bíblia de Lutero, os deuterocanônicos aparecem em uma seção que ele chamou de "Apócrifos" ("escondidos"). Para resolver a questão, os bispos católicos, na quarta sessão do Concílio de Trento (1546), decidiram que os livros deuterocanônicos tinham a mesma autoridade que os protocanônicos no chamado "Cânone de Trento", publicado no ano da morte de Lutero.
Seguindo o princípio "veritas hebraica" ("verdade da hebraica") de Jerônimo, o Antigo Testamento protestante consiste nos mesmos livros da Bíblia hebraica, mas com a divisão dos livros e a ordem deles alterada (são 39 na Bíblia protestante e 24 na hebraica).
As diferenças entre a Bíblia hebraica e as outras versões do Antigo Testamento, como o Pentateuco Samaritano, a Peshitta síria, a Vulgata latina, a Septuaginta grega, a Bíblia Etíope e outros cânones são mais substanciais. Muitos destes cânones incluem livros e seções de livros que outros descartam.

## Cânone da Bíblia Hebraica

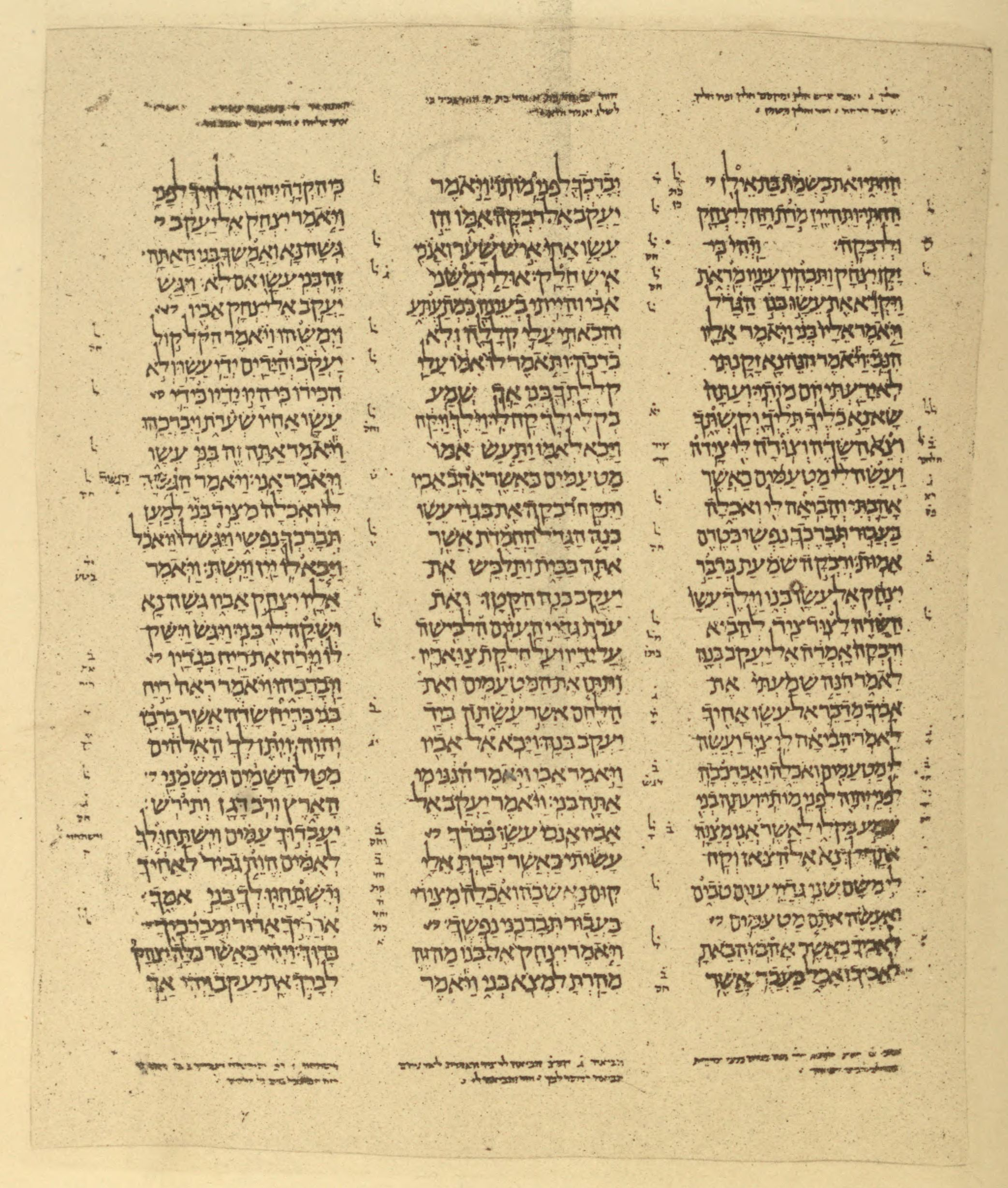
Página do Gênesis no Codex Aleppo, o mais antigo manuscrito completo da Bíblia hebraica, do século X

A Bíblia hebraica (ou Tanaque) consiste nos 24 livros do texto massorético reconhecidos pelo judaísmo rabínico. Não há consenso acadêmico sobre quando o cânone da Bíblia Hebraica foi estabelecido, mas alguns estudiosos argumentam que ele teria sido fixado pela dinastia dos asmoneus (140-40 a.C.) enquanto outros defendem que ele não teria sido fixado até o século II ou mesmo depois. Segundo Marc Zvi Brettler, as escrituras judaicas, com exceção da Torá e dos Profetas, era fluida, com diferentes grupos aceitando a autoridade de diferentes livros.
Michael Barber afirma que as primeira e mais explícitas evidências de uma lista canônica hebraica vem da obra do historiador judeu Flávio Josefo (37-100), que escreveu sobre um cânone utilizado pelos judeus no século I. Em "Contra Apião" (I, 8), Josefo, em 95, dividiu as sagradas escrituras judaicas em três partes: 5 livros da Torá, 13 livros dos Profetas (Nevi'im) e 4 livros de hinos:
| “ | Pois não temos uma incontável quantidade de livros entre nós, discordando entre eles e se contradizendo, [como os gregos têm] mas apenas vinte e um livros, que contém os registros de todo o passado; que são justamente acreditados como sendo divinos; e deles, cinco pertencem a Moisés, que contém suas leis e as tradições da origem da humanidade até sua morte. Este intervalo de tempo corresponde a pouco menos de três mil anos; mas para o período da morte de Moisés até o reinado de Artaxerxes, rei da Pérsia, que reinou depois de Xerxes, os profetas, que vieram depois de Moisés, escreveram o que aconteceu em suas épocas em treze livros. Os quatro livros restantes contém hinos a Deus e preceitos para a condução da vida humana. É verdade que a nossa história foi escrita desde a época de Artaxerxes com muitos pormenores, mas ela não é considerada como tendo a mesma autoridade que a antiga dos nossos antepassados, pois não houve uma exata sucessão de profetas desde aquela época; e o quão firmemente damos crédito a estes livros de nossa nação é evidente pelo que fazemos; pois durante as muitas eras que ela foi sendo passada, ninguém teve a coragem seja para adicionar alguma coisa a ela ou para remover alguma coisa dela ou para alterar qualquer coisa; mas se tornou natural para todos os judeus imediatamente após o seu nascimento considerar que estes livros contém doutrinas divinas e persistir neles e, se for o caso, morrer por eles. | ” |

Josefo menciona Esdras e Neemias em "Antiguidades Judaicas" (XI, 5) e Ester (durante o reinado de Artaxerxes) no capítulo VI. Por um longo período depois do reinado de Artaxerxes, a inspiração divina de Ester, Cântico dos Cânticos e Eclesiastes esteve em dúvida. Segundo Gerald A. Larue, a lista de Josefo representa o que veio a se tornar o cânone judaico, embora estudiosos ainda estivessem tentando resolver a autoridade de certos livros na época que ele escreveu. Barber afirma que os 22 livros de Josefo não eram universalmente aceitos, uma vez que outras comunidades judaicas utilizavam mais do que 22 livros.
Em 1871, Heinrich Graetz concluiu que houve um Concílio de Jâmnia (ou Yavne em hebraico) que decidiu sobre o cânone judaico em algum momento no século I (c. 70-90). Esta opinião se transformou no consenso majoritário entre os estudiosos por todo o século XX. Porém, a teoria do Concílio de Jâmnia está praticamente desacreditada atualmente.

## Os livros protocanônicos e deuterocanônicos
Os cânones da Igreja Católica e da Igreja Ortodoxa incluem livros, chamados deuterocanônicos, cuja autoridade de alguns deles foi discutida por Aquiba durante o desenvolvimento do cânone da Bíblia hebraica no século I, apesar de Aquiba não ter se oposto à leitura privada deles e ter se declarado ele próprio um frequente usuário de Siraque. Um dos primeiros registros dos livros deuterocanônicos aparece na antiga tradução das escrituras judaicas para o coiné chamada Septuaginta. Esta tradução foi amplamente utilizada pelos primeiros cristãos e é uma das mais citadas (300 das 350 citações, incluindo muitas palavras do próprio Jesus) no Novo Testamento quando se faz referência ao Antigo Testamento. Outros registros, em versões mais antigas dos textos em hebraico, aramaico e grego foram descobertas mais tarde entre os Manuscritos do Mar Morto e no Genizá do Cairo.
A explicação tradicional para o desenvolvimento do cânone do Antigo Testamento descreve dois grupos de livros, os protocanônicos e os deuterocanônicos. Segundo ela, alguns Pais da Igreja aceitavam a inclusão dos livros deuterocanônicos com base em sua inclusão na Septuaginta (notavelmente Hipona), enquanto outros discutiam seu status com base em sua ausência na Bíblia hebraica (notavelmente Jerônimo). Michel Barber defende que esta reconstrução, aceita por muito tempo, é grosseiramente incorreta e que "o caso contra os apócrifos foi exagerado". Agostinho queria simplesmente uma nova versão da Bíblia latina baseada num texto grego já que a Septuaginta já era amplamente utilizada pelas igrejas e o processo de tradução não podia confiar num único indivíduo (Jerônimo), que podia errar; ele, na realidade, defendia que a Bíblia hebraica e a Septuaginta eram igualmente inspiradas, como ele afirmou em "Cidade de Deus" 18.44. Para a maior parte dos primeiros cristãos, a Bíblia hebraica era a "Sagrada Escritura", mas ela deveria ser entendida e interpretada sob a luz das convicções cristãs.
Apesar de os livros deuterocanônicos serem referenciados por alguns dos Pais da Igreja como parte das escrituras, alguns, como Atanásio, defendiam que eles eram apenas para leitura e não deviam ser utilizados para a determinação da doutrina. Atanásio incluiu o Livro de Baruque e a Epístola de Jeremias em sua lista do cânone do Antigo Testamento e exclui o Livro de Ester. Segundo a Enciclopédia Católica, "o status inferior a que alguns deuteros foram relegados por autoridades como Orígenes, Atanásio e Jerônimo, se deu por conta de uma concepção rígida demais de canonicidade que demandava que um livro, para ser considerado a esta suprema dignidade, precisava ser recebido por todos, precisa da sanção da antiguidade judaica e precisa, além disto, se adaptar não apenas à edificação, mas também à 'confirmação da doutrina da Igreja', para tomar emprestada a frase de Jerônimo".
Seguindo a vertente do cânon merno, os protestantes consideram os livros deuterocanônicos como apócrifos e não canônicos. Segundo J. N. D. Kelly, "deve-se observar que o Antigo Testamento admitido como autoritativo na Igreja ... sempre incluiu, embora com variados graus de reconhecimento, os assim chamados livros apócrifos ou deuterocanônicos".

## Septuaginta

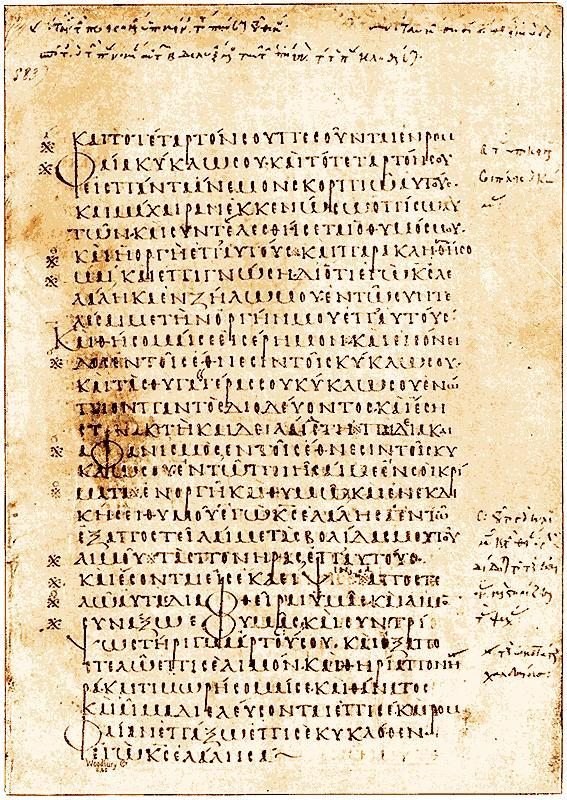
Página do Codex Marchalianus, um manuscrito da Septuaginta do século VI

A Igreja primitiva utilizava textos gregos, uma vez que o grego era a língua franca do Império Romano na época e era a língua da Igreja Greco-Romana. O aramaico era a língua do cristianismo sírio, que utilizava os Targums. A principal família textual grega era a Septuaginta, que circulava em diversos livros avulsos (a reunião em um só volume ocorreria a partir do século IV d.C.). Assim, não há certeza se os deuterocanônicos seriam utilizados pelos primitivos cristãos, visto a ausência de citações deles no Novo Testamento, ou se eram considerados partes da Seputaginta no século I.
A Septuaginta parece ter sido uma fonte importante para os Apóstolos, mas não a única. Jerônimo ofereceu, por exemplo, os versículos Mateus 2:15, 23, João 7:38, João 19:37 e I Coríntios 2:9 como exemplos não encontrados na Septuaginta e presentes nos textos hebraicos (Mateus 2:23 também não está presente na tradição massorética, embora, segundo Jerônimo, ele está em Isaías 11:1). Os autores do Novo Testamento, quando citam as escrituras judaicas ou quando citam Jesus fazendo isso, utilizaram a tradução grega, implicando que Jesus, seus Apóstolos e seus seguidores a consideravam confiável.
No cristianismo primitivo, a presunção de que a Septuaginta havia sido traduzida por judeus antes da era cristã e de que a Septuaginta, em certos pontos, se apresenta mais para uma interpretação cristológica que os textos hebraicos do século II eram tidos como evidências de que os "judeus" haviam alterado o texto hebraico de forma a deixá-lo menos cristológico. Por exemplo, Ireneu, tratando do versículo Isaías 7:14, afirma que a Septuaginta claramente escreve sobre uma "virgem" (παρθένος) que irá conceber enquanto que o texto hebraico era na época interpretado por Teodócio e por Áquila (ambos prosélitos na fé judaica) como "uma jovem" irá conceber. Segundo Ireneu, os ebionitas usaram este fato para alegar que Flávio Josefo era o pai (biológico) de Jesus, o que, para ele, era pura heresia facilitada por alterações anticristãs nas escrituras em hebraico evidenciadas pela mais antiga e pré-cristã Septuaginta.
Quando Jerônimo assumiu a tarefa de revisar as traduções antigas da Septuaginta para o latim (Vetus Latina), ele também conferiu a Septuaginta contra os textos hebraicos que tinha em mãos. Ele rompeu com a tradição da igreja e traduziu a maior parte do Antigo Testamento de sua Vulgata do hebraico e não do grego. Sua escolha foi duramente criticada por Agostinho, seu contemporâneo, e uma enxurrada de críticas ainda menos moderadas veio dos que passaram a considerar Jerônimo como um falsário. Por um lado, ele argumentava pela superioridade dos textos hebraicos para corrigir a Septuaginta, tanto em bases filológicas quanto teológicas, e, por outro, no contexto das acusações de heresia contra si, Jerônimo reconheceria os textos da Septuaginta também.
A Igreja Ortodoxa ainda prefere utilizar a Septuaginta como base para traduzir o Antigo Testamento para outras línguas. Onde se fala o grego, ela é utilizada sem tradução, como é o caso na Igreja Ortodoxa de Constantinopla, na Igreja da Grécia e na Igreja Ortodoxa Cipriota. Traduções críticas do Antigo Testamento, apesar de utilizarem o texto massorético como base, consultam a Septuaginta e outras versões numa tentativa de reconstruir o significado do texto hebraico sempre que este último é pouco claro, inquestionavelmente corrompido ou ambíguo.

## Lista de Briênio

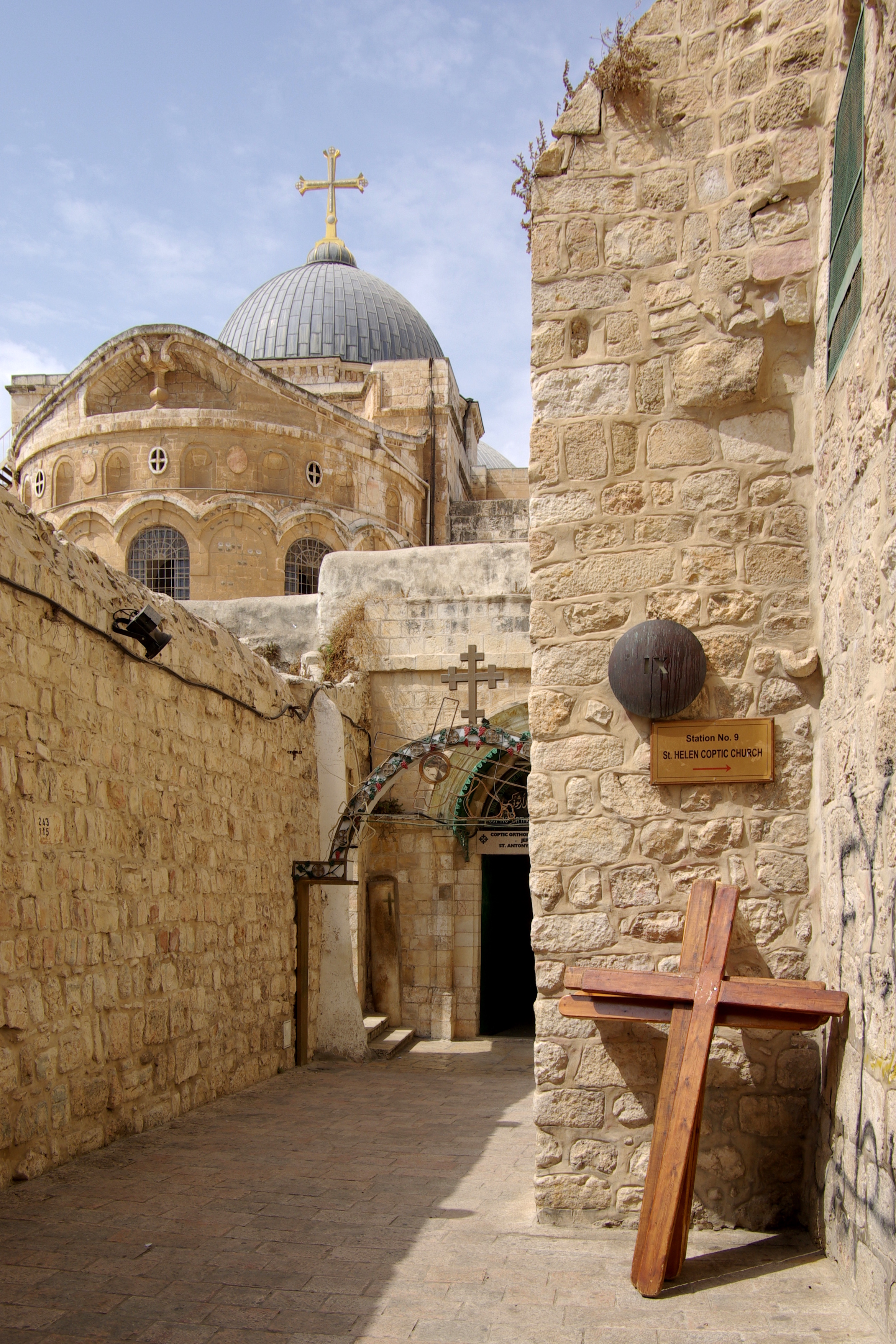
Igreja do Santo Sepulcro, Jerusalém, onde foi descoberto o Codex Hierosolymitanus em 1873

Provavelmente a mais antiga referência a um cânone cristão é a chamada "Lista de Briênio", encontrada por Filoteu Briênio no Codex Hierosolymitanus na biblioteca do mosteiro da Igreja do Santo Sepulcro em 1873. A lista está escrita em grego koiné (transcrevendo aramaico ou hebraico) e foi datada no século I ou II por Jean-Paul Audet em 1950, uma datação que não é consensual entre os especialistas. Audet lista 27 livros:
| “ | Gênesis, Êxodo, Levítico, Jesus Nave, Deuteronômio, Números, Juízes, Rute, 4 de Reis (Samuel + Reis), 2 de Crônicas, 2 de Esdras, Salmos, Provérbios, Eclesiastes, Cântico dos Cânticos, Jó, 12 de Profetas menores, Isaías, Jeremias, Ezequiel e Daniel. | ” |

"Jesus Nave" é um nome antigo do Livro de Josué. "2 de Esdras" pode ser I Esdras e Esdras-Neemias, como acontece na Septuaginta, ou Esdras e Neemias, como na Vulgata. Segundo Albert Sundberg, a quantidade incomum de 27 livros e desconhecido nas listas judaicas. R.T. Beckwith afirma que como a lista de Briênio "mistura os Profetas e Hagiographa indiscriminadamente juntos, ela deve ser de origem cristã e não judaica e, como o uso do aramaico continuou na igreja palestina por séculos, não há razão para datá-la num período tão antigo (século I ou II)".

## Marcião
Marcião de Sinope foi o primeiro líder cristão a aparecer nos registros históricos (apesar de, mais tarde, ter sido condenado como herege) a propor e delinear um cânone unicamente cristão. Ele rejeitou explicitamente o Antigo Testamento e propôs sua versão do Novo Testamento como sendo o cânone cristão. Nas palavras de Ireneu de Lyon:
| “ | Marcião [além de abolir os profetas e a Lei ] mutilou o Evangelho segundo Lucas... Ele também persuadiu seus discípulos que ele próprio era mais digno de crédito do que os apóstolos que nos entregaram o Evangelho, entregando aos seus seguidores não o Evangelho, mas meramente um fragmento dele. De maneira similar, ele desmembrou as cartas de Paulo. | ” |
|   | — Ireneu de Lyon, Adversus Haereses 1.27.2. |   |

Com uma perspectiva diferente, diz Tertuliano:
| “ | Como Marcião separou o Novo Testamento do Antigo, ele é necessariamente subsequente àquilo que separou, pois apenas estava em seu poder separar o que estava antes unido. Tendo estado unido antes de sua separação, o fato de sua subsequente separação prova a subsequência também do homem que efetuou a separação. | ” |
|   | — Tertuliano, De praescriptione haereticorum 30. |   |

Everett Ferguson afirma que "[Wolfram] Kinzig sugere que era Marcião que chamava frequentemente sua Bíblia de 'testamentum'" :308. Ele também afirma que Tertuliano criticou Marcião por causa dos nomes dos livros em sua lista. Segundo a Enciclopédia Católica, os marcionitas "foram provavelmente os mais perigosos adversários que o cristianismo já enfrentou".
Outros estudiosos afirma que foi Melito de Sardis que cunhou primeiro o termo "Antigo Testamento", uma tese geralmente associada ao supersessionismo.

## Eusébio sobre Melito e Orígenes

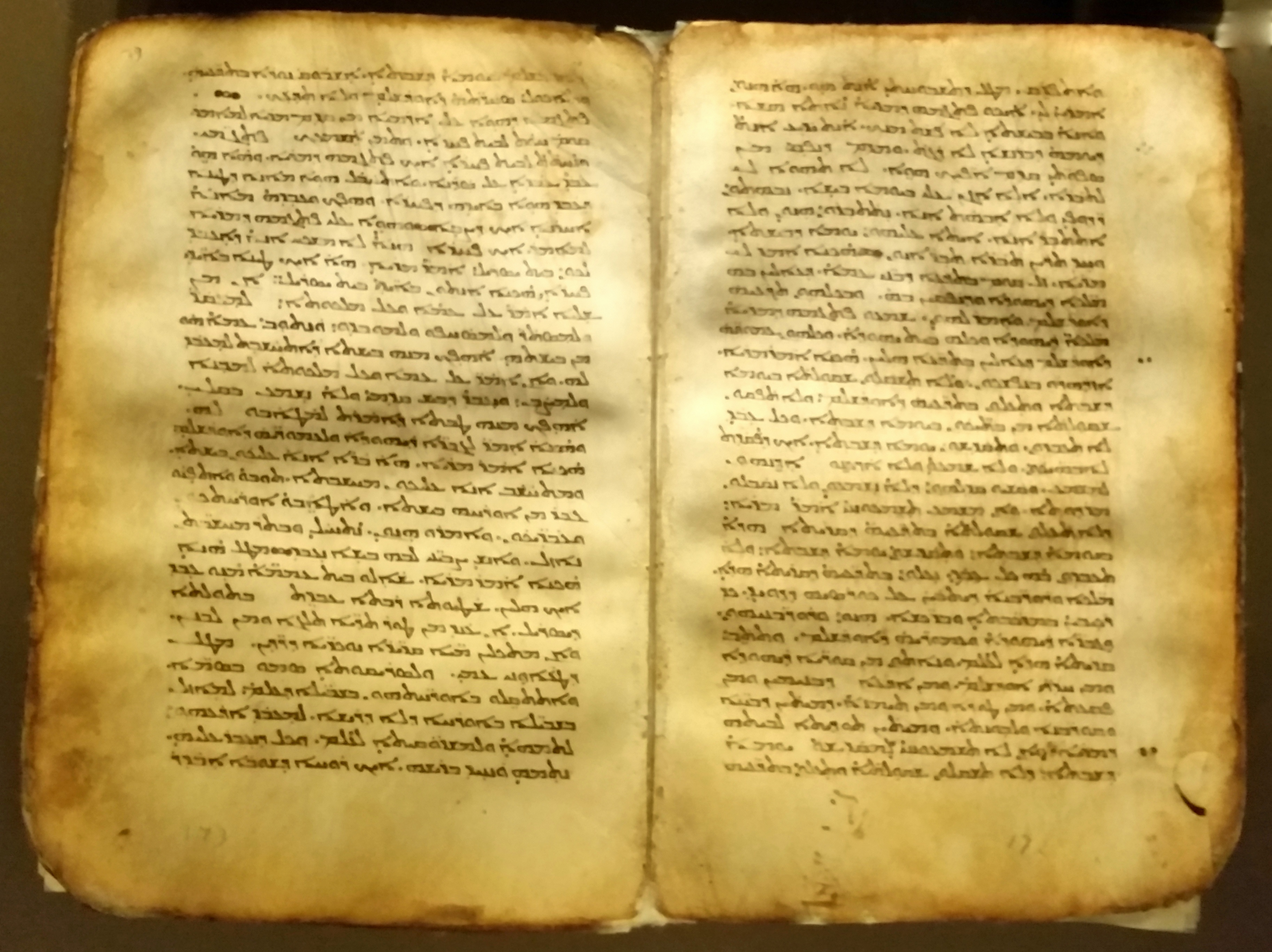
Manuscrito do século IX da Peshitta, a versão da Bíblia adotada pelo cristianismo sírio

A primeira lista de livros do Antigo Testamento compilada por uma fonte cristã está na obra do historiador do século IV Eusébio de Cesareia ao descrever uma lista preparada pelo bispo do século II Melito de Sárdis. A lista de Melito, datada de cerca de 170, o resultado de sua viagem à Terra Santa (provavelmente à famosa Biblioteca Teológica de Cesareia Marítima) para determinar tanto a ordem quanto o número de livros da Bíblia hebraica, ela parece seguir a ordem dos livros apresentada na Septuaginta. A lista de Melito, citada por Eusébio, é a seguinte:
| “ | De Moisés, cinco livros: Gênesis, Êxodo, Números, Levítico e Deuteronômio; Jesus Nave; Juízes; Rute; de Reis, quatro livros; de Crônicas, dois; os Salmos de David; os Provérbios de Salomão; também a Sabedoria; Eclesiastes; Cântico dos Cânticos; Jó; dos Profetas, Isaías e Jeremias; dos doze profetas menores, um livro; Daniel; Ezequiel; Esdras. | ” |

Segundo Archibald Alexander, a lista de Melito é tida por muitos como incluindo o Livro da Sabedoria, como parte do Deuteronômio, o que muitos disputam. O Livro de Ester não aparece na lista.
Eusébio também registrou 22 livros canônicos dos hebreus segundo Orígenes:
| “ | Os vinte e dois livros, segundo os hebreus, são estes: o que entre nós se intitula Gênesis, e entre os hebreus Bresith, pelo começo do livro, que é: "No princípio"; Êxodo, Ouellesmoth, que significa: "Estes são os nomes"; Levítico, Ouikra: "E chamou"; Números, Ammesphekodeim; Deuteronômio, Elleaddebareim: "Estas são as palavras"; Jesus, filho de Navé, Josuebennoun; Juízes e Rute, para eles um só livro: Sophtein; I e II dos Reis, um só para eles: Samuel, "O eleito de Deus"; III e IV dos Reis, em um: Ouammelchdavid, que significa "Reino de Davi"; I e II das Crônicas, em um: Dabreiamein, isto é: "Palavras dos dias"; I e II de Esdras em um: Ezra, ou seja, "Ajudante"; Livro dos Salmos, Spharthelleim; Provérbios de Salomão, Meloth; Eclesiastes, Koelth; Cantar dos Cantares (e não, como pensam alguns, Cantares dos cantares), Sirassireim; Isaías, Iessia; Jeremias, junto com as Lamentações e a Carta, em um: Ieremia; Daniel, Daniel; Ezequiel, Iezekiel; Jó, Iob; Ester, Esther. E além destes estão os dos Macabeus, que são intitulados Sarbethsabanaiel. | ” |

A lista de Orígenes exclui os doze profetas menores, aparentemente por acidente, mas inclui a Epístola de Jeremias (talvez se referindo ao Livro de Baruque como um apêndice de Jeremias) e Macabeus, em cujo caso há uma disputa sobre se ele considera-o ou não como canônico.

## Constantino
Em 331, Constantino I encomendou a Eusébio cinquenta bíblias para uso nas igrejas de Constantinopla. Atanásio (Apol. Const. 4) relata que aproximadamente 340 escribas de Alexandria trabalhavam preparando bíblias para Constante. Pouco mais se sabe, mas há muitas especulações sobre o tema. Por exemplo, especula-se se este pedido teria sido a motivação para produção de listas canônicas e que o Codex Vaticanus e o Codex Sinaiticus podem ser exemplares destas bíblias. Estes códices contém versões quase completas da Septuaginta, com o Vaticanus faltando I-III Macabeus e o Sinaiticus, II-III Macabeus, I Esdras, Baruque e a Epístola de Jeremias.
Juntamente com a Peshitta e o Codex Alexandrinus, o Codex Vaticanus e o Codex Sinaiticus são as bíblias cristãs mais antigas ainda existentes. Não nos cânones do Primeiro Concílio de Niceia  qualquer determinação sobre o cânone bíblico, mas Jerônimo afirma, em sua obra "Prólogo a Judite", que o Livro de Judite foi "considerado pelo Concílio de Niceia como devendo ser contado entre os que são das Sagradas Escrituras".

## As listas damasinas e gelasinas

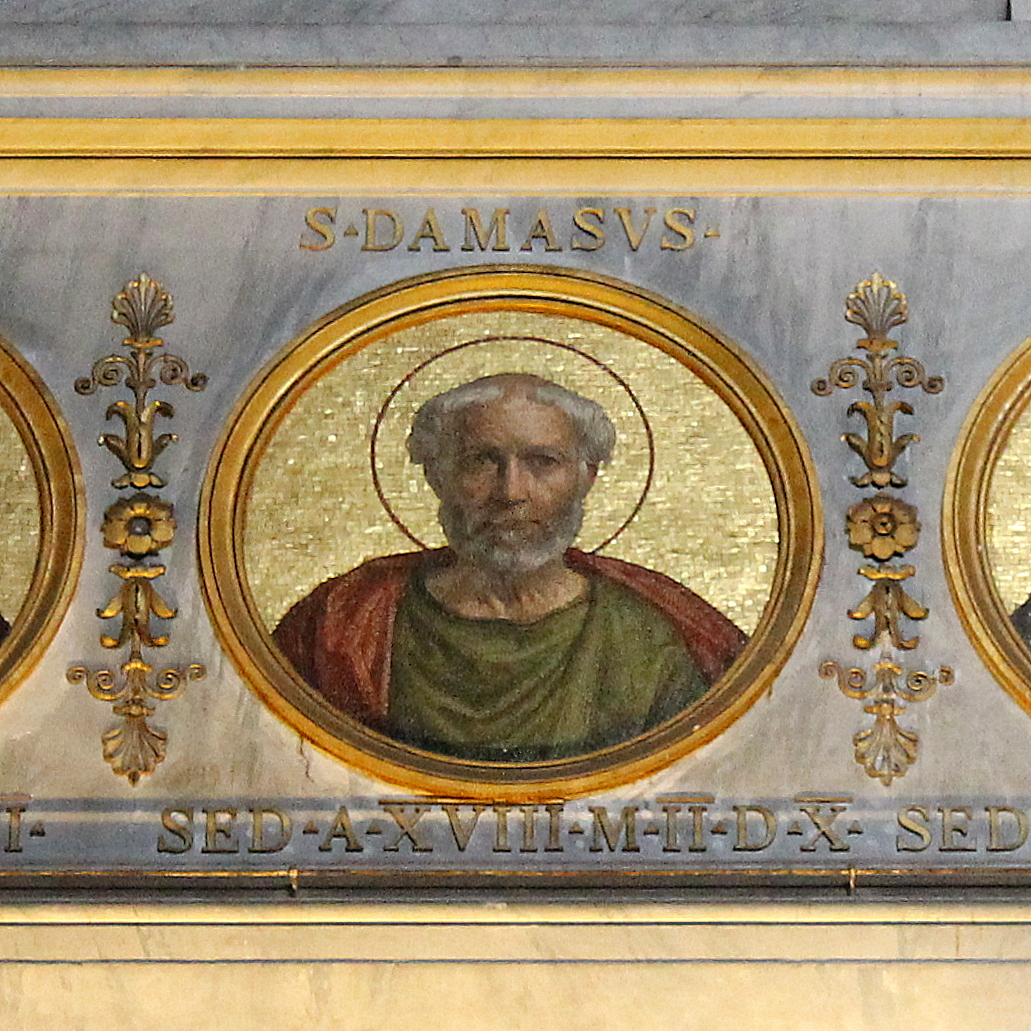
Papa Dâmaso I (r. 366-383), o patrocinador do Concílio de Roma (382)

Em um Concílio de Roma, em 382, sob o pontificiado do papa Dâmaso I, teria discutido o cânone. Contudo, não restam documentos desse concílio.
Um século depois, uma lista atribuída ao papa Gelásio I teria reproduzido os mesmos livros.século VI
Dâmaso foi instrumental em incentivar a Jerônimo revisar as antigas traduções latinas e produzir em sua tradução da Bíblia para o latim (a Vulgata). A encomenda desta tradução foi instrumental para a fixação do cânone no cristianismo ocidental.
A lista gelasiana, talvez a mesma endossada pelo papa Dâmaso I, é a seguinte (somente a parte do Antigo Testamento):
| “ | A ordem do Antigo Testamento começa aqui: Gênesis, um livro; Êxodo, um livro; Levítico, um livro; Números, um livro; Deuteronômio, um livro; Jesus Nave, um livro; Juízes, um livro; Rute, um livro; Reis, quatro livros; Paralipômenos, dois livros; Salmos, um livro; Salomão, três livros: Provérbios, um livro, Eclesiastes, um livro, Cântico dos Cânticos, um livro; da mesma forma, Sabedoria, um livro; Eclesiástico, um livro. Da mesma forma, a ordem dos profetas.. [16 livros dos profetas citados]. Da mesma forma a ordem das histórias: Jó, um livro; Tobias, um livro; Esdras, dois livros; Ester, um livro; Judite, um livro; Macabeus, dois livros. | ” |

Os dois livros de Esdras são uma referência o Livro de Esdras e ao Livro de Neemias, similar ao que aparece como um livro só, Ezrā (Esdras-Neemias), na Bíblia hebraica. Jerônimo, no "Prefácio dos Livros de Samuel e Reis", explica que "à terceira classe pertencem os 'hagiographa', dos quais o primeiro livro começa com Jó,... o oitavo, Esdras, que também está dividido entre os gregos e latinos em dois livros; o nono é Ester".

## Jerônimo e aVulgata

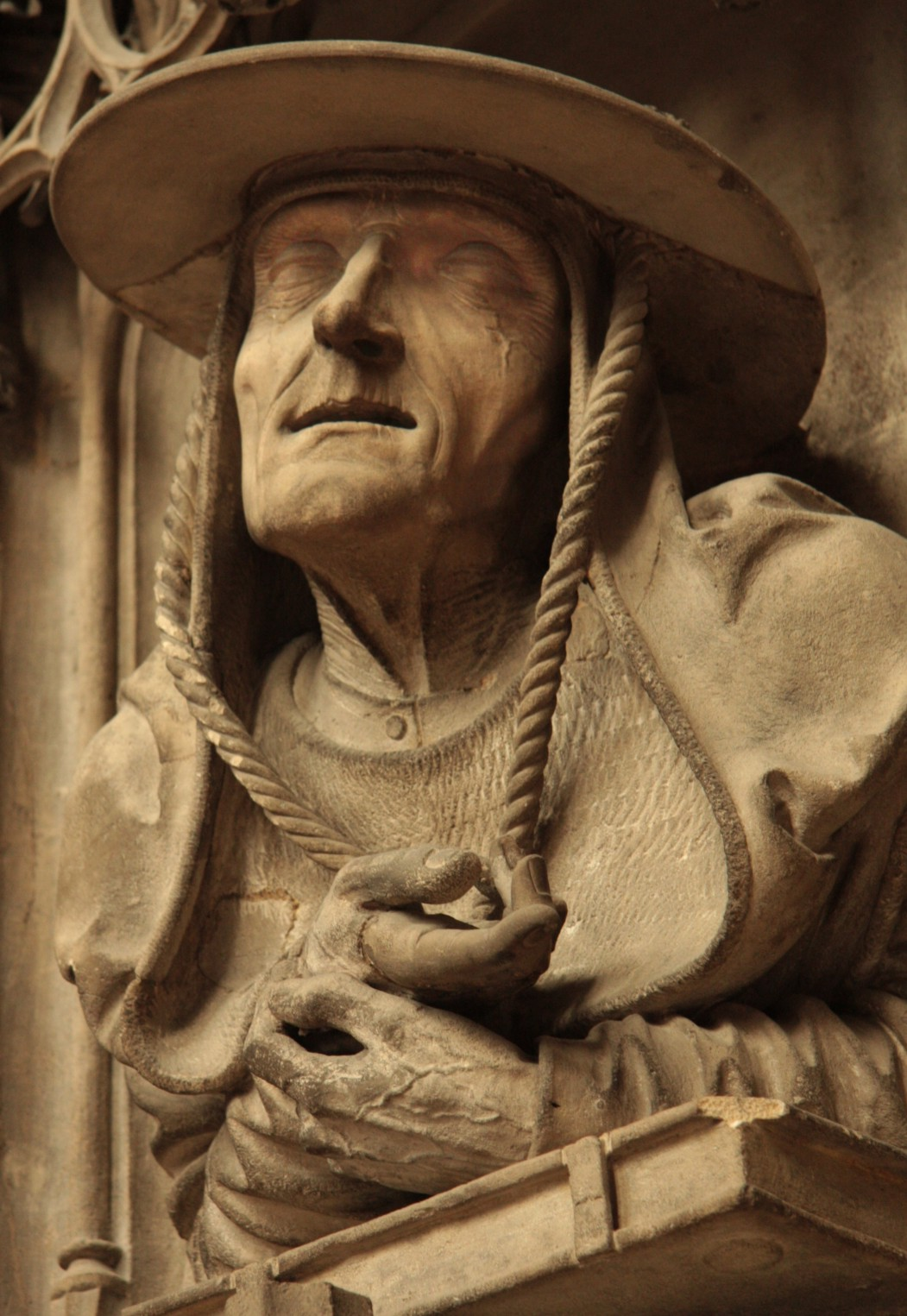
Jerônimo traduziu a Bíblia para o latim utilizada pelo cristianismo ocidental a partir do século VI e era um defensor da autoridade da Bíblia hebraica na definição do cânone

A encomenda do papa Dâmaso de uma versão em latim da Bíblia (a Vulgata, traduzida por Jerônimo), por volta de 383, foi instrumental para a padronização  das Escrituras no ociente, com a inclusão, a contragosto do tradutor, dos livros deuterocanônicos.
Nos seus "Prólogos da Vulgata, Jerônimo defende o conceito da veritas hebraica, a verdade do texto hebraico sobre a Septuaginta e sobre as traduções antigas do latim. O Antigo Testamento da Vulgata inclui livros fora do cânon da Bíblia Hebraica, traduzidos diretamente do grego e do aramaico ou derivados de versões em latim. No "Prefácio aos livros de Samuel e Reis" está a seguinte afirmação, geralmente conhecida como "Prefácio coroado":
| “ | Este prefácio às Escrituras pode servir como uma introdução "coroada" a todos os livros que traduzimos do hebraico para o latim para que possamos estar seguros de que o que não está em nossa lista possa ser colocado entre os textos apócrifos. Sabedoria, portanto, que geralmente traz o nome de Salomão, e o livro de Jesus, filho de Siraque, e Judite e Tobias e o Pastor não estão no cânone. O primeiro livro de Macabeus eu descobri ser hebraico, o segundo é grego, como se pode provar pelo seu próprio estilo. | ” |

A pedido de dois bispos, porém, ele traduziu Tobias e Judite a partir dos textos hebraicos, mas deixou claro em seus prólogos que os considerava apócrifos. No caso do Livro de Judite, sem usar a palavra cânone, ele mencionou que o livro foi considerado como escritural pelo Primeiro Concílio de Niceia.
Em sua resposta a Rufino, Jerônimo afirmou que estava em concordância com a escolha da igreja sobre qual versão das porções deuterocanônicas de Daniel deveriam ser utilizadas, que os judeus da época não incluíam:
| “ | Que pecado terei cometido ao seguir o julgamento das igrejas? Mas quando eu repito o que os judeus dizem contra a "História de Susana" e o "Hino dos Três Jovens" e as fábulas de Bel e o Dragão, que não estão na Bíblia hebraica, aquele que faz disto uma acusação contra mim se prova um idiota e um caluniador; pois eu expliquei não o que penso, mas o que eles comumente dizem contra nós. | ” |
|   | — Jerônimo, Contra Rufino II:33 (c. 402).. |   |

Michael Barber afirma que, apesar de Jerônimo ter suspeitado por um tempo dos apócrifos, ele posteriormente passou a considerá-los parte das escrituras. Ele argumenta que esta mudança fica clara a partir da leitura das epístolas de Jerônimo. Como exemplo, ele cita a carta a Eustóquia, na qual Jerônimo cita Siraque 13:2. Em outro ponto ele também faz referência a Baruque, a História de Susana e ao Livro da Sabedoria como escriturais.

## Agostinho e os sínodos africanos

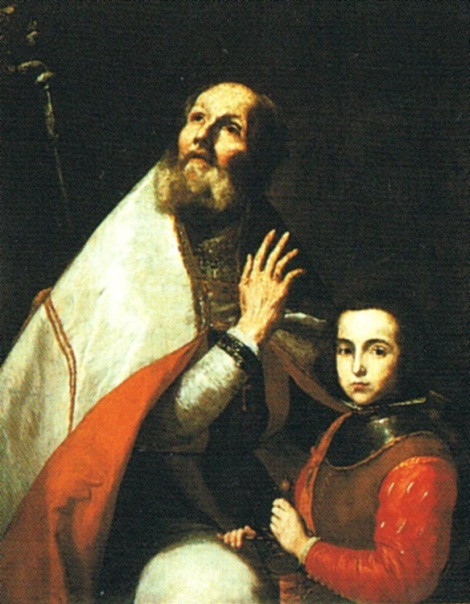
Agostinho patrocinou uma série de concílios no norte da África entre 393 e 419 para afirmar o cânone do Antigo Testamento (retrato de 1637)

Um dos primeiros concílios a discutir o cânone pode ter sido o Sínodo de Hipona (393), no norte da África, mas não restaram documentos desse evento. Um breve sumário de seus atos foi lido e aceito pelo Concílio de Cartago (397) e pelo Concílio de Cartago (419).  Os três concílios estiveram sob forte influência de Agostinho, que considerava o cânone como uma lista já fechada.  Esses três Sínodo de Hipona (393), Concílio de Cartago (397) e o Concílio de Cartago (419) podem ter aceitado explicitamente um cânone que inclui livros que não fazem parte da Bíblia hebraica.
Em uma reconstuição do cânone XXXVI do Sínodo de Hipona relata os textos que deveriam ser considerados canônicos. No caso do Antigo Testamento, a lista é a seguinte:
| “ | Gênesis; Êxodo; Levítico; Números; Deuteronômio; Josué, o filho de Nun; Juízes; Rute; Reis, 4 livros; Crônicas, 2 livros; Jó; o Saltério; 5 livros de Salomão; 12 livros dos Profetas Menores; Isaías; Jeremias; Ezequiel; Daniel; Tobias; Judite; Ester; Esdras, 2 livros; Macabeus, 2 livros. | ” |

Em 28 de agosto de 397, o Concílio de Cartago confirmou o cânone de Hipona e Agostinho publicou-o em sua obra "Sobre a Doutrina Cristã" no mesmo ano. Logo depois, o Concílio de Cartago de 419, em seu Cânone 24, lista exatamente o mesmo cânone.
Sobre os dois livros de Esdras (Ezra), Agostinho diz: "...e os dois livros de Ezra, que finalmente se parecem mais com uma sequência à história regular contígua que termina com os livros de Reis e Crônicas". Os cinco livros de Salomão são uma referência a Provérbios, Eclesiastes, Cântico dos Cânticos, Sabedoria e Eclesiástico (ou "Siraque"). Os quatro livros de Reis são uma referência aos dois livros de Samuel e os dois livros de Reis.
Apesar de a Enciclopédia Católica, afirmar que o cânone destes concílios corresponde ao moderno cânone da Igreja Católica, como há de se notar não constam livros como a Sabedoria de Salomão, Siraque ou Barque. A questão, pelo momento parecia resolvida. Philip Schaff afirma que "esta decisão da igreja além-mar, porém, estava sujeita a ratificação; e a concordância da sé de Roma foi recebida quando o papa Inocêncio I e o papa Gelásio I (414) repetiram o mesmo índice de livros bíblicos. Este cânone permaneceu sem perturbações até o século XVI e foi sancionado pelo Concílio de Trento em sua décima-quarta sessão".

## Sínodo de Laodiceia
O Sínodo de Laodiceia foi um sínodo regional que reuniu aproximadamente 30 clérigos da Ásia Menor entre 363 e 364 em Laodiceia, na Frígia Pacaciana. O 59°Cânone deste sínodo proibiu a leitura de livros não cânonicos nas igrejas. O 60°Cânone listou como canônicos os 22 livros protocanônicos mais o Livro de Baruque e a Epístola de Jeremias.
Contudo, a autenticidade deste último cânone é duvidosa pois ele não é citado em vários manuscritos antigos, o que pode significar que ele foi incluído posteriormente para clarificar o mandamento do cânone anterior.

## Lista de Cheltenham/Mommsen
A Lista de Cheltenham (ca. 365–90) é uma lista latina descoberta pelo acadêmico clássico alemão Theodor Mommsen num manuscrito do século X (majoritariamente com textos patrísticos) na biblioteca de Thomas Phillips, em Cheltenham, Inglaterra, e publicada em 1866. Ela provavelmente é de origem norte-africana e é de meados do século IV.
Nela constam 24 livros no Antigo Testamento, Gênesis, Êxodo, Números, Levítico, Deuteronômio, Josué, Juízes, Rute, I-IV Reinos, I-II Crônicas, I-II Macabeus, Jó, Tobias, Ester, Judite, Salmos, Salomão (provavelmente a Sabedoria), Profetas Maiores e Profetas Menores, e 24 livros no Novo Testamento, com contagens de sílabas e linhas, mas sem Judas, Tiago e, provavelmente, Hebreus; o autor parece ainda questionar as epístolas de João e de Pedro além das primeiras.

## Outros autores antigos
Atanásio (367), Cirilo de Jerusalém (c. 350) e Epifânio de Salamina (c. 385) listaram como canônicos os 22 livros protocanônicos mais o Livro de Baruque e a Epístola de Jeremias.
Epifânio, em "Panarion", escreveu que os judeus mantinham entre seus livros os deuterocanônicos Epístola de Jeremias e Baruque combinados com Jeremias e Lamentações em um único livro.
O monge Rufino de Aquileia (c. 400) nomeou como canônicos os livros protocanônicos e os deuterocanônicos, chamados de "livros eclesiásticos" por ele. O papa Inocêncio I (405), numa carta enviada ao bispo de Toulouse, citou como canônicos os livros protocanônicos e os deuterocanônicos.
O Decretum Gelasianum, uma obra anônima escrita entre 519 e 553, contém uma lista de livros canônicos. Esta lista menciona os livros protocanônicos e os deuterocanônicos como parte do cânone do Antigo Testamento.

## Concílio Quinissexto e Cânones dos Apóstolos
O Concílio Quinissexto (ou Concílio in Trullo), em 691-692, que foi rejeitado pelo papa Sérgio I e não é reconhecido pela Igreja Católica, endossou as seguintes listas canônicas: os Cânones dos Apóstolos (c. 385), o Sínodo de Laodiceia (c. 363, o Terceiro Concílio de Cartago (397) e a 39ª Carta Festiva de Atanásio (367). "Cânones dos Apóstolos" é uma coleção de antigos decretos eclesiásticos sobre o governo e a disciplina da igreja antiga, encontrada pela primeira vez como o último capítulo do oitavo livro das "Constituições Apostólicas".
O Cânone 85 dos Cânones Apostólicos inclui 46 livros no cânone do Antigo Testamento, basicamente o mesmo das versões tardias da Septuaginta. A lista é a seguinte:
| “ | Do Antigo Testamento: os cinco livros de Moisés – Gênesis, Êxodo, Levítico, Números e Deuteronômio; um de Josué, filho de Nun, um de Juízes, um de Rute, quatro de Reis, dois de Crônicas, dois de Esdras, um de Ester, um de Judite, três de Macabeus, um de Jó, cento e cinquenta e um salmos, três livros de Salomão – Provérbios, Eclesiastes e Cântico dos Cânticos; dezesseis profetas. E, além destes, cuidem para seus jovens aprendam a Sabedoria do erudito Siraque. | ” |

Karl Josef von Hefele afirma que "este é provavelmente o menos antigo cânone de toda a coleção" :n.3826; mesmo ele e William Beveridge acreditam que os textos dos Cânones Apostólicos datam do final do século II ou início do século III, mas outros concordam que eles não podem ter sido escritos antes do Sínodo de Antioquia (341) e nem antes do final do século IV.

## Idade Média
Apesar de que havia um consenso sobre vários livros a partir do século IV, não houve para toda a Igreja Ocidental um concílio que determinasse explicitamente um cânone até o Concílio de Florença em 1442. Assim, durante a Idade Média várias versões da Vulgata circulavam e eram aceitas pela Igreja Católica. Era comum encontrar os livros de III e IV Esdras, Oração de Manassés, a Oração de Salomão, III Macabeus no Antigo Testamento; a harmonia dos evangelhos de Taciano (o Diatessaron) e a Epístola aos Laodicenses no Novo Testamento.
Essa diversidade canônica não causava problemas, pois as raras bíblias em um só volume ficavam depositadas em bibliotecas monásticas e era consultada apenas por eruditos. Nas paróquias predominavam lecionários com excertos dos evangelhos, epístolas, bem como saltérios e trechos dos profetas. Em um ambiente com baixa alfabetização e difícil acesso ao texto completo, não suscitavam controvérsias. Até obras apócrifas tinha seu público cativo, como a leitura popular do Apocalipse de Pseudo-Metódio em vários países europeus.
Questionamentos por parte de autoridades da Igreja Católica, sobretudo pela Inquisição na Idade Média Tardia e Renascimento, tinha por base os julgamentos expressos dos escritos patrísticas, pelas listas de escritos apócrifos proibidos no decreto pseudo-Gelasiano e, indiretamente, por várias listas avulsas de livros canônicos. Já na fase da nascente escolástica, vários teólogos resolviam os problemas de canonicidade aplicando a distinção entre livros que eram normativos em questões de doutrina e aqueles que deveriam ser lidos apenas para edificação.
A invenção da imprensa e o desenvolvimento da filologia foram cruciais para fixar o cânone no início da modernidade.
Na célebre edição da Vulgata publicada por Gutenberg em 1455 contém a Oração de Manassés após os Livros das Crônicas, 3 e 4 Esdras segue 2 Esdras (Neemias) e a Oração de Salomão segue Eclesiástico.
A primeira bíblia acadêmica impressa, a Bíblia Poliglota Complutense (1517), o Cardeal Ximénes e o outros editores publicaram o cânon da Septuaginta igual ao cânone da Bíblia Hebraica, sob a rubrica “Tradução Grega da LXX”. Aos livros sem um texto hebraico (os deuterocanônicos), foram aplicado uma rubrica diferente, "Tradução Grega", sem especificar como parte da Seputaginta.
Nesse contexto, a inclusão dos livros de Tobias, Judite, 3 e 4 Esdras, do Salmo 151, Sabedoria de Siraque, Oração de Manassés, Oração de Salomão, 1 e 2 Macabeus, dentre outros, eram debatidos entre eruditos e teólogos católicos. Os maiores biblistas católicos da época, Joachim Reuchlin, Cardeal Caetano, Erasmo e Sancte Pagnino eram a favor de um cânon menor que excluíam esses livros como desprovidos de autoridade.
Diferente da padronização canônica do mundo ocidental que acompou os avanços da imprensa, nas igrejas orientais ainda alguns séculos seriam necessários para tal uniformidade, também alcançada mediante a adoção de textos impressos.

## A Reforma e o cânone protestante

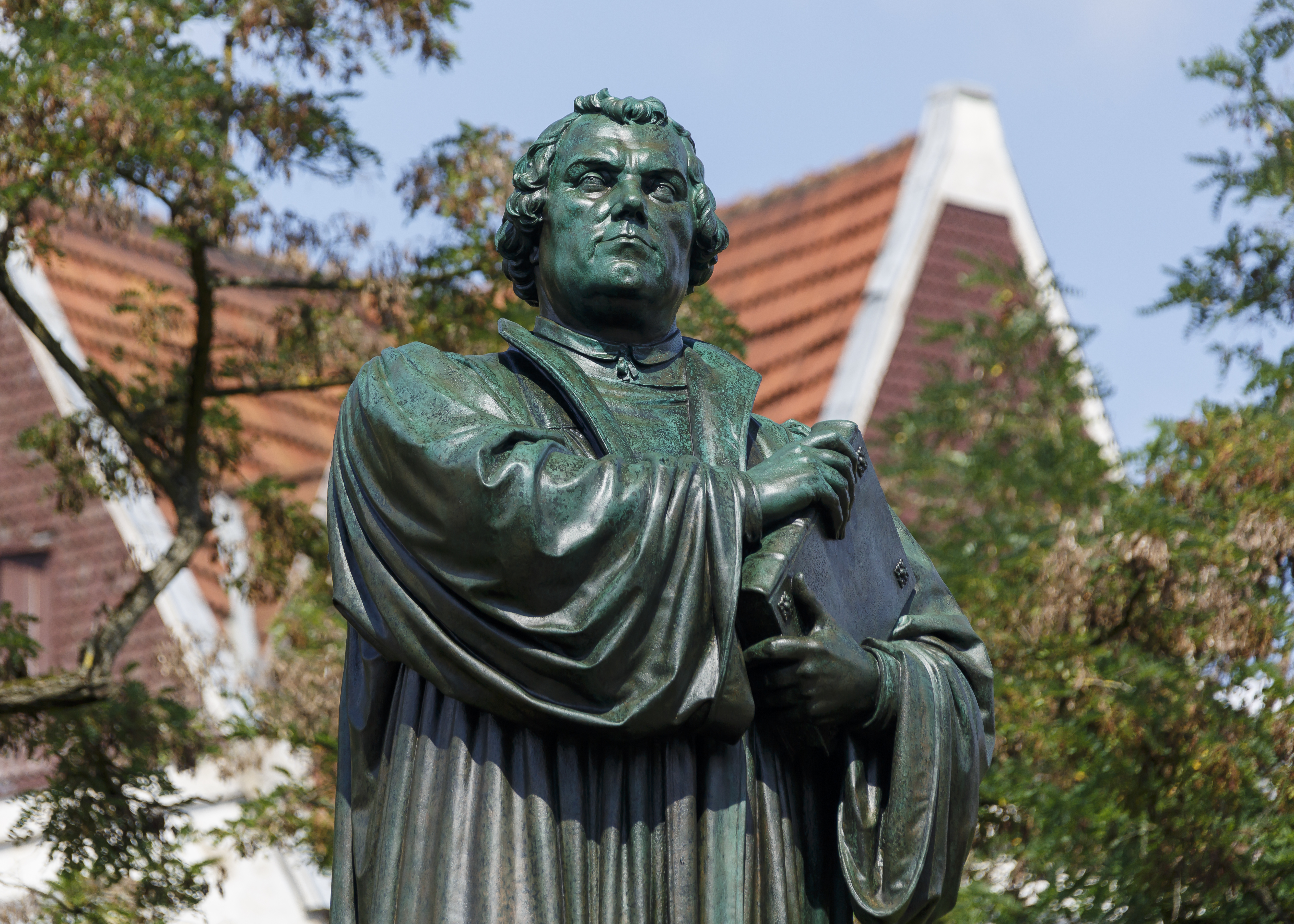
Martinho Lutero, o grande responsável pela Reforma Protestante e autor da chamada Bíblia de Lutero, na qual ele propôs a sua visão do que seria o cânone do Antigo Testamento

Um dos pilares da Reforma Protestante (a partir de 1517) é que as traduções das escrituras deveriam se basear nos textos originais, ou seja, na Bíblia hebraica ou na Bíblia aramaica para o Antigo Testamento e nos textos gregos para o Novo Testamento), e não na Vulgata de Jerônimo, o que era, na época, o padrão da Igreja Católica.
Os reformadores entendiam que os apócrifos estão em discordância com o restante da Bíblia. Os católicos os utilizam para suportar a doutrina do Purgatório, das orações e missas pelos mortos (II Macabeus 12:43-45) e para a eficácia das boas obras para a salvação (Tobias 12:9, Eclesiástico 7:33), doutrinas que, na época e hoje, os protestantes defendem que são contraditórias com outras partes da Bíblia.
Lutero não removeu os livros deuterocanônicos do Antigo Testamento de sua tradução da Bíblia, mas moveu-os para a seção de "apócrifos", para livros que ele não considerava como tendo o mesmo status das Sagradas Escrituras, mas que eram "úteis e bons para leitura". Lutero argumentou, sem sucesso, pela remoção do Livro de Ester do cânone, pois o seu texto, sem as seções deuterocanônicas, este livro sequer menciona Deus. Por conta destas movimentações, católicos e protestantes continuam a utilizar cânones diferentes para o Antigo Testamento. O próprio Lutero afirmou que seguia o ensinamento de Jerônimo sobre a "veritas hebraica".
Oficilmente, algumas denominações protestantes deliberaram em concílicos, como a Confissão Gálica da Fé (1559) para o calvinismo, os Trinta e Nove Artigos (1563), quais livros deveriam ser incluídos no cânon. Outras tradições, como os luteranos e anabatistas, apesar de defenderem cânones fechados, não estabeleceram uma data exata para sua fixação. Ainda muitas edições protestantes anglicanas, luteranas e interdenominacionais (como a New Revised Standard Version em inglês) publicam os livros deuterocanônicos em apêndice, especialmente para fins acadêmicos.

## Contrarreforma: Concílio de Trento
O Concílio de Trento, em 8 de abril de 1546, aprovou a afirmação do cânone bíblico católico, incluindo os livros deuterocanônicos, como artigo de fé  e a decisão foi confirmada com a votação de um anátema (24 a favor, 15 contra e 16 abstenções) contra quaisquer alterações. A lista, conhecida como "Cânone de Trento", era a mesma produzida no texto latino do Decretum pro Jacobitis pelo Concílio de Florença (sessão 11 de 4 de fevereiro de 1442). Os livros em disputa foram denominados deuterocanônicos, um termo que não indica um grau inferior de inspiração divina e sim uma data posterior de confirmação e aprovação. Além destes livros, algumas edições da Vulgata incluem o Salmo 151, a Prece de Manassés, I Esdras (chamado de "III Esdras"), II Esdras (chamado de "IV Esdras") e a Epístola aos Laodicenses num apêndice chamado "Apogryphi".
Em 2 de junho de 1927, o papa Pio XI decretou que o Comma Johanneum, no Novo Testamento, estava aberto a disputas; em 3 de setembro de 1943, o papa Pio XII reiterou o ensinamento da Igreja em sua encíclica "Divino afflante Spiritu", reafirmando que as traduções católicas da Bíblia em línguas vernaculares com base em textos hebraicos, aramaicos e gregos eram permitidas desde a época do Concílio de Trento.

## Igreja da Inglaterra

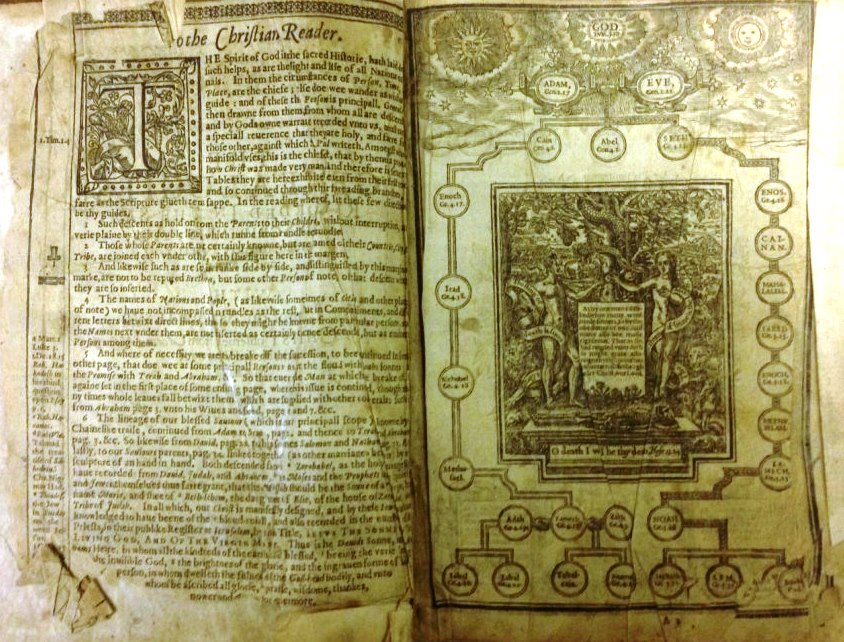
Edição de 1612 da Bíblia do Rei Jaime, a mais utilizada por diversas denominações cristãs de língua inglesa, incluindo a Igreja da Inglaterra, a Igreja da Escócia e as igrejas presbiterianas

A Igreja da Inglaterra se separou da Igreja Católica em 1534 e publicou seus Trinta e nove Artigos em latim em 1563 e em inglês elisabetano em 1571 O artigo 6 é chamado "Of the Sufficiency of the Holy Scriptures for Salvation" ("Da Suficiência das Sagradas Escrituras para a Salvação"):
| “ | ...em nome das Sagradas Escrituras entendemos que os livros canônicos do Antigo e do Novo Testamento cuja autoridade jamais esteve em dúvida na Igreja. Dos nomes e números dos livros canônicos: Gênesis; Êxodo; Levítico; Números; Deuteronômio; Josué; Juízes; Rute; o livro I de Samuel; o livro II de Samuel; o I Livro de Reis; o II Livro de Reis; o I Livro de Crônicas; o II Livro de Crônicas; o I Livro de Esdras; o II Livro de Esdras; o Livro de Ester; o Livro de Jó; os Salmos; os Provérbios; Eclesiastes, ou o Pregador; Cantica ou Canções de Salomão; Quatro Profetas Maiores; Doze Profetas Menores. E os outros livros (como disse Jerônimo), a Igreja os lê como exemplo de vida e instrução dos modos; mas, apesar disto, não os utiliza para estabelecer nenhuma doutrina. Estes são os seguintes: o III Livro de Esdras; o IV Livro de Esdras; o Livro de Tobias; o Livro de Judite; o resto do Livro de Ester†; o Livro de Sabedoria; Jesus, filho de Siraque; Baruque, o Profeta†; o Cântico dos Três Jovens†; a História de Susana; de Bel e o Dragão; a Prece de Manassés†; o I Livro de Macabeus; o II Livro de Macabeus. Todos os Livros do Novo Testamento, como são aceitos comumente, recebemos e os contamos como Canônicos. Livros marcados com † foram acrescentados em 1571. | ” |

A Bíblia do Rei Jaime original (1611) incluía os apócrifos, o que não acontece geralmente nas edições modernas. Estes textos são: I Esdras, II Esdras, Tobias, Judite, Resto de Ester, Sabedoria, Eclesiástico (ou Siraque), Baruque, Epístola de Jeremias, Cântico dos Três Jovens, História de Susana, Bel e o Dragão, Prece de Manassés, I Macabeus e II Macabeus.
A Guerra Civil Inglesa irrompeu em 1642 e durou até 1649. O Long Parliament de 1644 decretou que apenas os livros protocanônicos deveriam ser lidos pela Igreja da Inglaterra e, em 1647, a "Confissão de Fé de Westminster foi outorgado e decretou um Antigo Testamento com 39 livros e um Novo Tetamento com 27, excluindo todos os apócrifos.
Atualmente, este decreto é uma característica comum entre igrejas protestantes, um consenso que inclui não apenas a Igreja da Escócia, o presbiterianismo e o calvinismo, mas também as igrejas batistas e anabatistas.
Com a restauração da monarquia com Carlos II (r. 1660-1685), a Igreja da Inglaterra passou a ser governada novamente pelos 39 Artigos conforme impressos no "Livro de Oração Comum" (1682), que exclui explicitamente os apócrifos dos livros inspirados por serem inadequados para a formulação de doutrina, mas irenicamente afirmando o valor deles para a educação, o que permite a leitura pública e o estudo privado.

## Cânone da Igreja Ortodoxa

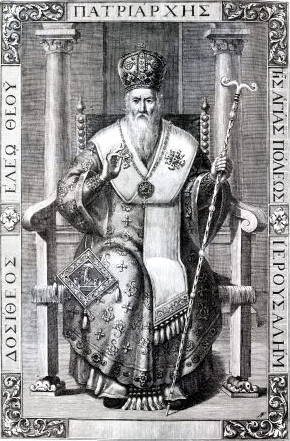
Dositeu Notaras, o patriarca grego-ortodoxo de Jerusalém responsável pela convocação do Sínodo de Jerusalém (1672), que afirmou o cânone ainda hoje utilizado pela Igreja Ortodoxa

A Igreja Ortodoxa afirma como canônicos os livros encontrados em suas próprias tradições litúrgicas, patrísticas, greco-bizantinas. Na época do Sínodo de Jerusalém, reunido em 1672, esta era a lista considerada canônica (além dos livros protocanônicos):
| “ | ... especificamente "A Sabedoria de Salomão", "Judite", "Tobias", "A História do Dragão", "A História de Susana", "Os Macabeus" e "A Sabedoria de Siraque". Pois julgamos estes também juntamente com os outros genuínos Livros de Divina Escritura como partes genuínas das Escrituras. Pois o costume antigo ou, melhor, a Igreja Católica, que nos entregou como genuínos os Sagrados Evangelhos e outros Livros das Escrituras, também indubitavelmente nos entregou estes como parte das Escrituras e a negação destes é a rejeição daqueles. E se, talvez, pareça que nem sempre todos estes foram considerados do mesmo nível daqueles, ainda assim estes foram contados e reconhecidos com o resto das Escrituras, por Sínodos e por muitos dos mais antigos e eminentes Teólogos da Igreja Católica. Todos estes julgamos como sendo Livros Canônicos e os confessamos como sendo Sagradas Escrituras. | ” |